# Homoeocera affinis
Homoeocera affinis är en fjärilsart som beskrevs av Rothschild 1931. Homoeocera affinis ingår i släktet Homoeocera och familjen björnspinnare. Inga underarter finns listade i Catalogue of Life.